# Raphaël Colson
Raphaël Colson (...) è uno scrittore e saggista francese.
Nipote dell'autore Pierre Marlson e del saggista anarchico Daniel Colson, si occupa soprattutto di letteratura fantascientifica ed è stato il manager della casa editrice Electric Sheep dal 2007 al 2013.

## Biografia
Dopo aver studiato alla Scuola di Belle Arti di Lione, ha partecipato nel 1997 alla creazione del collettivo Kritikator, le cui attività spaziano dalla pubblicazione di una fanzine effimera all'organizzazione di serate a tema al Teatro dell'Opera (una sala della città). Fino al 2000, ha scritto tre libretti dedicati all'ideologia nel cinema americano (anni '70, '80, '90). Quindi, dopo aver pubblicato alcuni articoli e una breve storia, ha collaborato con André-François Ruaud su saggi esclusivamente di fantascienza.
Per l'Electric Sheep ha pubblicato tre saggi (sullo zombie, sul retro-futurismo e sullo steampunk), oltre a una monografia dedicata al lavoro del cineasta giapponese Hayao Miyazaki.
Dal 2014 co-dirige un progetto transmediale dedicato allo studio della narrativa post-apocalittica, dal titolo Fiction post-apo, miroir du temps qui passe.

## Fiction post-apo, miroir du temps qui passe
- Le futur, c'est maintenant editoriale parte prima e seconda, LaFaquinade, 2015 e 2016.[2]

## Opere
- Tout le Steampunk ! édition couleur (con Étienne Barillier), (saggio), Les moutons électriques, coll. Bibliothèque des miroirs, 2014.
- Hayao Miyazaki: Cartographie d'un Univers  edizione a colori aggiornata (con Gaël Régner) (saggio), Les moutons électriques, coll. Bibliothèque des miroirs, 2014
- Science-fiction, les frontières de la modernité nuova edizione aggiornata (con André-François Ruaud) (saggio), Mnémos, 2014
- Hayao Miyazaki: Cartographie d'un Univers edizione a colori (con Gaël Régner) (saggio), Les moutons électriques, coll. Bibliothèque des miroirs, 2013
- Zombies ! nouvelle édition augmentée (con Julien Bétan) (saggio), Les Moutons électriques, coll. Bibliothèque des miroirs, 2013
- Rétro-futur ! Demain s'est déjà produit  (dir.) (saggio), Les moutons électriques, coll. Bibliothèque des miroirs, 2012
- Hayao Miyazaki: Cartographie d'un Univers  (con Gaël Régner) (saggio), Les moutons électriques, coll. Bibliothèque des miroirs, 2010
- Zombies ! (con Julien Bétan) (saggio), Les moutons électriques, coll. Bibliothèque des miroirs, 2009
- Science-fiction, les frontières de la modernité (con André-François Ruaud) (saggio), Mnémos, 2008
- Science-fiction, une littérature du réel (con André-François Ruaud) (saggio), Klinksieck, coll. 50 questions, 2006

## Articoli
- Hayao Miyazaki : mirabilia agentia, la merveille en action, in "Panorama illustré de la fantasy & du merveilleux " nuova edizione, (con Gaël Régner), Les moutons électriques, 2015.
- Imaginaire et mémoire de la Grande Guerre à travers la fiction contemporaine, in Canal Psy n°110, 2015.
- Il était une fois "la guerre racontée par les écrivains qui la font", in De la gloire dans de la boue (prefazione), Léon Groc, Les moutons électriques, 2013.
- La ville labyrinthe, prison des amnésiques, in Fiction tomo 14, Les moutons électriques, 2012.
- Survivre à la fin du monde e Petite histoire des grands robots japonais, in  Yellow Submarine tomo 135, Les moutons électriques, 2011.
- Les vampires du soleil levant e Les affres de la relation communautaire, articoli in Vampires !, Élisabeth Campos & Richard D. Nolane, Les moutons électriques, 2010.
- Aparté japonais e Suchîmupanku, capitoli in Steampunk !, Étienne Barillier, Les moutons électriques, coll. Bibliothèque des miroirs, 2010.
- Le temps des serials e Une veine cinématographique, capitoli in Space Opera !, André-François Ruaud e Vivian Amalric, Les moutons électriques, coll. Bibliothèque des miroirs, 2009.
- Les raconteurs d'histoires et les faiseurs d'univers, in Yellow Submarine tomo 134, Les moutons électriques, 2009.
- La Route, ou le crépuscule de la civilisation, in Fiction tomo 8, Les moutons électriques, 2008.
- Le rêve des étoiles comme utopie(s), in Yellow Submarine tomo 133, Les moutons électriques, 2008.
- Zombies (deuxième partie), in Fiction tomo 6, (avec Julien Bétan) Les moutons électriques, 2007.
- Zombies (première partie), in Fiction tomo 5, (avec Julien Bétan) Les moutons électriques, 2007.
- L’Art du conte, in  "L’Hypothèse du lézard", collettivo, Les moutons électriques, 2005.
- Studio Ghibli : le merveilleux selon Hayao Miyazaki, in "Panorama illustré de la fantasy & du merveilleux ", Les moutons électriques, 2004.
- De la pernicieuse dictature du temps présent, in Yellow Submarine tomo 132, Les moutons électriques, 2004.
- NieA_7, domestic poor @nimation, in Yellow Submarine tomo 131, Le Bélial', 2002.

## Racconti
- Lupina satanica, in "Passés recomposés", antologia, Nestiveqnen, 2003.

## Traduzioni
- Baku Yumemakura, L'Épée de l'empereur, Taitei no Ken volume 1 (roman), con Hiroe Sasaki, Glénat Roman, 2010
- Baku Yumemakura, L'Épée de l'empereur, Taitei no Ken volume 2 (roman), con Hiroe Sasaki, Glénat Roman, 2011